# Trapania velox
Trapania velox är en snäckart som först beskrevs av Cockerell 1901.  Trapania velox ingår i släktet Trapania och familjen Goniodorididae. Inga underarter finns listade i Catalogue of Life.